# Frieder Lang
Frieder Lang (* 28. April 1950 in Affalter) ist ein deutscher Opernsänger (Tenor) und Gesangspädagoge.

## Leben
Frieder Lang war von 1960 bis 1968 Mitglied des Dresdner Kreuzchores. Im Jahr 1968 kam er in die Bundesrepublik und studierte an der Musikhochschule Köln, wo er Abschlüsse in Schulmusik, Kirchenmusik, Orgel und Gesang (bei Margit Kobeck-Peters) erwarb. Gleichzeitig studierte Lang von 1969 bis 1975 an der Universität zu Köln Germanistik und Musikwissenschaft. Weitere Gesangsstudien betrieb er bei Paul Lohmann.
Als Opernsänger hatte Lang Gast-Engagements an der Hamburgischen Staatsoper, an der Oper Köln, beim Holland Festival, in Klagenfurt, Heidelberg und in Tel Aviv.
Seit 2002 war Frieder Lang Professor für Gesang an der Hochschule für Musik und Theater München, inzwischen unterrichtet er dort nicht mehr als hauptamtlicher Dozent, sondern als Lehrbeauftragter.

## Auszeichnung
Im Jahr 1977 gewann Frieder Lang den 1. Preis beim Deutschen Musikwettbewerb in Bonn und begann damit seine eigentliche Karriere.